# 藤枝方孝
藤枝 方孝（ふじえだ かたたか、生年不明 - 元禄14年2月6日（1701年3月15日））は、江戸時代中期の旗本、甲府藩甲府徳川家家老。諱は初め重昌、後に方孝。通称は喜内。官名は摂津守、丹波守、日向守。父は岡部重家（弥七郎、八左衛門）、母は木村重家（源右衛門）の妹。姉は順性院、妻は池田重政の養女（西尾盛教の娘）、子は藤枝方教（帯刀、若狭守）、立花種成（弥兵衛）室。石高2000石。

## 生涯
岡部忠澄（六弥太）の後裔と藤姓を称し、家紋を左巴とする。父は京都の人で岡部氏を称しているが、同じく甲府藩の家老であった岡部定直（出羽守）との関係は不詳。3番目の姉は将軍徳川家光の側室で甲府藩主徳川綱重の生母である。方孝は綱重の叔父、徳川家宣の大叔父にあたる。また方孝の代で藤枝氏に改姓する。
徳川家光に仕官して、綱重の小姓として江戸城三の丸で勤め、慶安元年12月11日（1649年）に月俸30口を賜る。
甲府藩奏者番となった後、明暦元年（1652年）に甲府藩家老に就任し、同年12月22日には従五位下摂津守に叙任する。寛文元年閏8月11日（1661年）に1000石加増されて、合計で甲斐国と信濃国に2000石の知行を領する。
元禄14年（1701年）2月6日に死去する。法名は日養、墓所は浅草幸龍寺。子の方教が家督を継ぎ、方教の代で江戸幕府旗本寄合席となる。